# Berné
Berné (in bretone: Berne) è un comune francese di 1 692 abitanti situato nel dipartimento del Morbihan nella regione della Bretagna.

## Società

### Evoluzione demografica
Abitanti censiti